# Biber (Schleuse)
Die Biber ist ein 12 km langer linker Nebenfluss der Schleuse im Landkreis Hildburghausen an der Nahtstelle zwischen Thüringer Wald und Thüringer Schiefergebirge.

## Verlauf
Die Biber entspringt südwestlich von Masserberg am Sattel zwischen Fehrenberg und Eselsberg, von wo aus sie zunächst in Südwestrichtung durch die Masserberger Ortsteile, Heubach und Einsiedel fließt. In ihrem Unterlauf ändert die Biber mehrfach ihre Richtung um in Lichtenau schließlich von links in die Schleuse zu münden.

## Name
Der Name des Flusses verweist auf den Lebensraum des Bibers.

## Wirtschaftshistorie
Das Bibertal wurde seit dem 14. Jahrhundert von Bergleuten und Köhlern aufgesucht und die Siedlungen Biberschlag und Engenstein (beide 1317 erwähnt), Lichtenau (1596 erwähnt) und der Tellerhammer (um 1590) gegründet. Sie gehörten zum Amt Eisfeld. Die vier Gemeinden hatten 1852 zusammen nur 675 Einwohner und 94 Häuser. Nach dem Niedergang des Bergbaus (Begründet auf dem Abbau von Eisenerz) wurde der Holzreichtum für die Bevölkerung zur wichtigsten Erwerbsquelle. Außerdem nutzte man die Wasserkraft des Biberbaches für zahlreiche Mal- und Sägemühlen. Seit den 1950er Jahren wurde der Tourismus, von Masserberg ausgehend, für die Orte im Bibertal bedeutsam.

## Verkehrserschließung
Im oberen Bibertal verläuft die Landstraße 2052 von Masserberg nach Einsiedel, im unteren Bibertal bindet die Kreisstraße 523 von Einsiedel nach Lichtenau und weiter nach Waldau an.
Das klammartige Tal der Biber trennt die Höhenzüge des Simmersberg
(781 m ü. NN) im Norden und des Grendel (787 m ü. NN)
im Süden. Letzterer verlängert den des Quell-Berges Eselsberg (841,5 m ü. NN) nach Südwesten.